# Scuola Allievi Operai
La Scuola Allievi Operai è un ufficio dell’Arsenale militare marittimo di Taranto che si occupa di formazione e aggiornamento del personale dipendente dello stabilimento, Dipende organicamente dal Vice Direttore dell’Arsenale ed è tenuta da un Funzionario Specialista Tecnico dei Ruoli del personale Civile del Mistero della Difesa.

## Storia

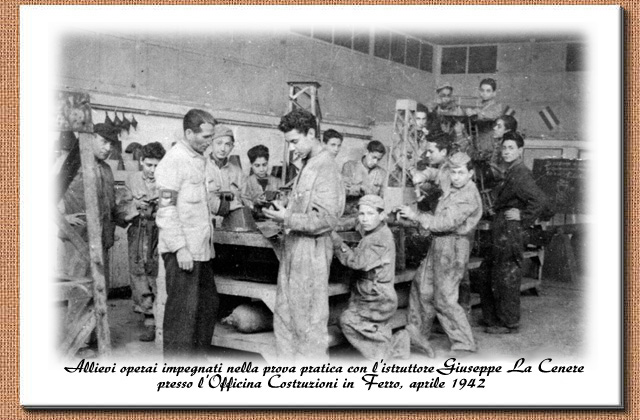
Allievi Operai - 1942

La Scuola Allievi Operai (abbreviato SAO) nasce nel 1913 come un istituto professionale per la formazione delle maestranze dell’Arsenale Militare di Taranto. L’esigenza nacque dalla necessità di acquisire nuova forza lavoro per le costruzioni navali dell’Arsenale. L’intuizione di istituire la SAO venne all’allora Direttore delle Costruzioni Navali del Regio Arsenale di Taranto, il Colonnello Domenico Traverso, che trovò incondizionato appoggio del Comandante del Dipartimento, l’Ammiraglio Presbitero.
Le attività della Scuola Allievi Operai iniziarono nell’ottobre del 1913 con l’ammissione dei primi 100 studenti ai corsi triennali di formazione. Nel 1921 assunse la denominazione di Regia Scuola Allievi Operai: gli studenti ammessi vennero sottoposti all’obbligo di militarizzazione e accettazione di una ferma di quattro anni nel Corpo Reale Equipaggi Marittimi, computando validi agli effetti della stessa ferma i tre anni della scuola. Al termine della ferma gli allievi acquisivano il diritto di salariati permanenti in Arsenale in caso di congedamento.

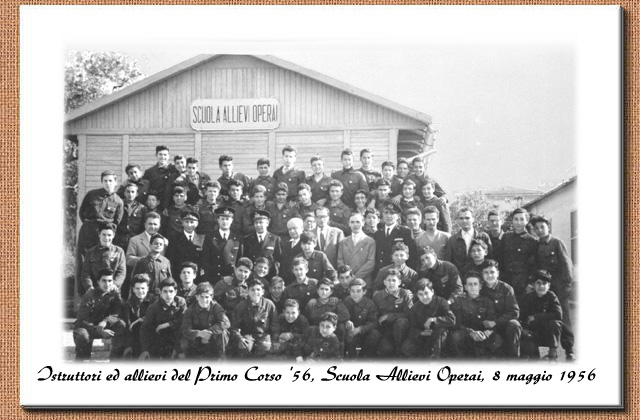
Istruttori e Allievi Operai - 1956

Con la riforma degli arsenali, la scuola fu soppressa nel 1923 per tornare in vita nel 1936 sotto la dipendenza di Maricost e nel 1939 sotto la dipendenza di Marinarmi. Negli anni 1950, 1951 e 1952 furono sospese le ammissioni annuali per il progetto di unificazione delle due Direzioni e dei servizi dell’Arsenale e anche la Scuola venne unificata: nel marzo del 1953 vennero ammessi 50 nuovi allievi, così come nel gennaio del 1954. I corsi rimasero di durata triennale fino al 1968, nei quali furono formati circa un migliaio di operai. Successivamente la durata dei corsi variò, fino a diventare biennale e annuale negli anni ‘80.

## La Scuola Allievi Operai oggi

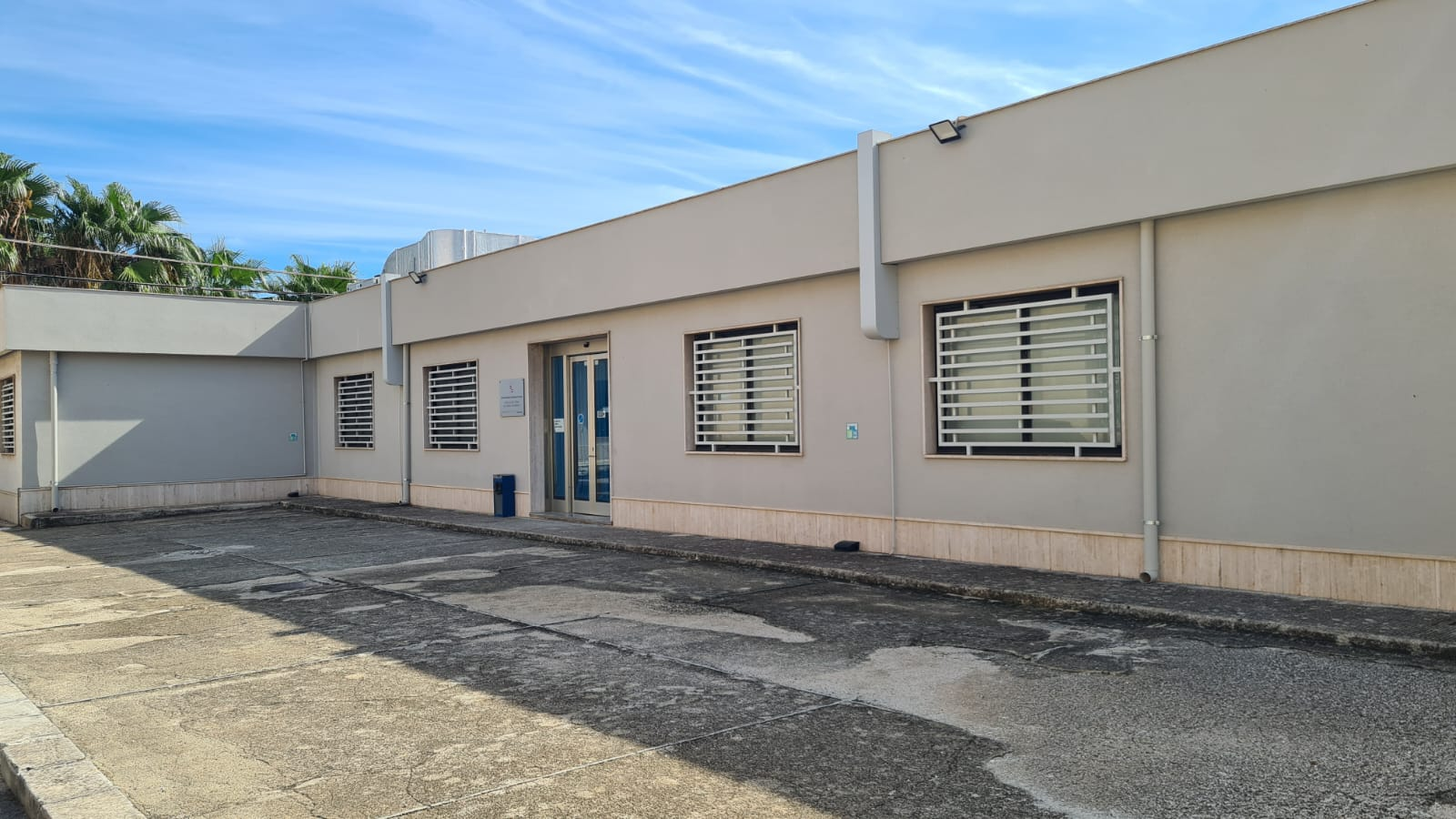
L'attuale sede della Scuola Allievi Operai

La Sezione Scuola Allievi Operai organizza, per conto della Marina Militare, dei corsi di formazione ed aggiornamento in materia di sicurezza sui luoghi di lavoro per tutto l’ambito territoriale di pertinenza del Comando Interregionale Marittimo Sud. Inoltre, la scuola Allievi Operai provvede:
- all’organizzazione, anche su ambito nazionale, di corsi specialistici per le manutenzioni sugli apparati, gli impianti e le strutture delle Unità Navali, secondo le linee di indirizzo impartite dalle Superiori Autorità;
- all’organizzazione di corsi di qualificazione e riqualificazione professionale per il personale civile neoassunto o transitato dai ruoli militari;
- all’organizzazione di corsi inerenti l’aggiornamento, la specializzazione professionale e l’acquisizione di brevetti/abilitazioni del personale dipendente in relazione alle esigenze lavorative dei vari elementi dell’organizzazione.